# Distrito de Marcapomacocha

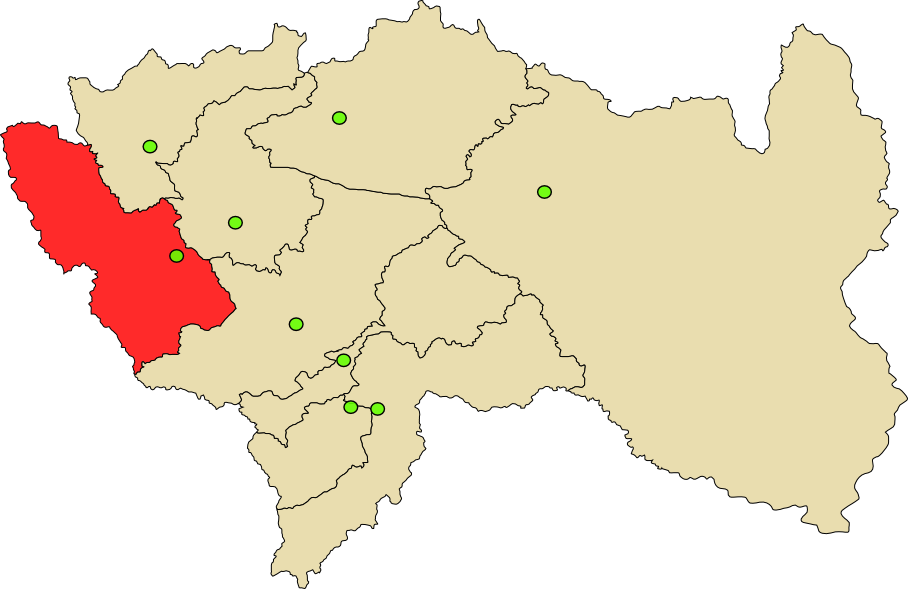
Provincia de Yauli en el Departamento de Junín

El distrito de Marcapomacocha es uno de los diez que conforman la provincia de Yauli, ubicada en el departamento de Junín,  en la Sierra central del Perú. Limita por el Norte con el distrito de Santa Bárbara de Carhuacayán; por el Este con la provincia de Junín; por el sur con el distrito de Morococha; y, por el Oeste con la provincia de Canta y la provincia de Huarochirí (Departamento de Lima).
Dentro de la división eclesiástica de la Iglesia Católica del Perú, pertenece a la Vicaría V de la Arquidiócesis de Huancayo

## Historia
El distrito fue creado mediante Ley del 2 de enero de 1857, en el gobierno del Presidente Ramón Castilla.

## Geografía
Abarca una superficie de 888,56 kilómetros cuadrados. Se encuentra aquí el nevado Rajuntay (5 450 m s. n. m.) y el nevado Mishipiñahui (5 250 m s. n. m.) de la Cordillera Central.

## División administrativa
El distrito está dividido en cinco anexos:
- Anexo de Corpacancha (a 18 km de Marcapomacocha)
- Anexo de Cuyo (a 10 km de Marcapomacocha)
- Anexo de Sángrar (a 9 km de Marcapomacocha)
- Anexo de Santa Ana(a 22 km de Marcapomacocha)
- Anexo de Yántac (a 15 km de Marcapomacocha)

## Capital
Tiene como capital al Poblado de Marcapomacocha, que está a una altitud de 4 425 m s. n. m., con una población aproximada de 1 267 habitantes.

## Economía local
Básicamente este distrito se dedica a la ganadería y al comercio, los animales que se crían son los camélidos sudamericanos como la llama, la alpaca, guanacos y la vicuña, también ovinos, vacunos y equinos. Son de estos lo que comercializan su carne, lana, cuero, leche y demás derivados.

## Autoridades

### Municipales
- 2019 - 2022 
  - Alcalde: Harry Helbert Moya Astudillo
  - Regidores: Lucinda Hernestina Hidalgo Guadalupe, Noel Yonin Córdova Beraun, Juan Gustavo Hidalgo Guadalupe, Melina Celina Huamán Silvestre, Jimmy Cristian Guadalupe Salazar

- 2015 - 2018[2]
  - Alcalde: Luis Julio Surichaqui Capcha, Movimiento Junín Sostenible con su Gente (JSG).
  - Regidores: Jimmy Cristian Guadalupe Salazar (JSG), Noris Pilar Martin Panez (JSG), Gregorio Artica Alania (JSG), Berónica Yesica Huamán Capcha (JSG), Henry Magnays Pajita Palpa (Alianza para el Progreso).
- 2011-2014
  - Alcalde: José Luis Rondón Mateo, Movimiento independiente Fuerza Constructora (FC)[3][4]
  - Regidores: Luis Julio Surichaqui Capcha (FC), Ofelia Lurdez Astudillo Panez (FC), Emilio Julio Robles Guadalupe (FC), Gregorio Artica Alania (FC), Yanet Lois Silvestre Espíritu (Perú Libre).
- 2007-2010
  - Alcalde: José Luis Rondón Mateo

### Policiales
- Comisaría de La Oroya
  - Comisario: Cmdte. PNP. Dennis Pizarro.[5]

### Religiosas
- Arquidiócesis de Huancayo[6]
  - Arzobispo de Huancayo: Mons. Pedro Barreto Jimeno, SJ.
  - Vicario episcopal: Pbro. Enrique Tizón Basurto.
- Parroquia Cristo Rey[7]
  - Párroco: Pbro. Enrique Tizón Basurto.

## Educación

### Instituciones educativas
El distrito de Marcapomacocha cuenta en la actualidad con una institución educativa integrada de primaria y secundaria N° 31158 "Virgen de Fátima" albergando a un aproximado de 50 estudiantes.

## Deportes
Este pueblo amante del fútbol cuenta con dos instituciones deportivas: club Olímpico Andino y Juventud Relámpago así como en los anexos encontramos diferentes instituciones deportivas.

## Festividades
Las fiestas patronales más grandes son precisamente en el aniversario de estos dos clubes: el 30 de agosto se celebra el aniversario del Club Sport Juventud Relámpago. Y el 8 de septiembre el aniversario del Club Olímpico Andino.
Las fiestas son inolvidables con castillos, corridas de toros, fútbol, voleibol, cortamonte y jalapato, todo ello amenizado por una banda de músicos proveniente de Huarochiri y de otros lugares cercanos. A veces hay más de dos bandas y orquestas. La cantante folklórica Sonia Morales estuvo en más de dos ocasiones. También La Nueva 540, y muchos artistas que se contratan para cada fiesta.
En el anexo de Yantac hay fiestas el 24 de junio, el 25 de julio, el 4 de octubre. Yantac también es un lugar hospitalario como lo es Marcapomacocha.